# Carel Weeber
Carlos José Maria (Carel) Weeber (Nijmegen, 3 december 1937 – Leuven, 2 februari 2025) was een Curaçaos-Nederlands architect.

## Leven en werk
In zijn eerste levensjaar vertrok zijn familie naar Curaçao. In 1955 keerde hij per boot terug naar Nederland. Hij studeerde Bouwkunde aan de Technische Hogeschool Delft. In 1966, kort na het beëindigen van zijn studie, won hij de Prix de Rome voor Architectuur met een plan voor een nieuw Centraal Station in Amsterdam. Een van zijn eerste werken was in 1969 een vakantiehuis in Veere voor een familielid.
Van 1970 tot 2003 was hij hoogleraar aan de faculteit Bouwkunde van de TU Delft. Tegelijkertijd was hij als architect werkzaam. Enige tijd werkte hij onder eigen naam. Bij het Nederlands paviljoen van de wereldtentoonstelling van 1970 in Osaka werkte hij samen met J.B. Bakema van architectenbureau Van den Broek en Bakema. Van iets later datum is het woningbouwplan Blijenhoek aan de rand van de binnenstad van Dordrecht.
In 1977 associeerde hij zich met het Architectenbureau van Jan Hoogstad c.s. In 1988 verliet hij dit bureau en richtte hij met Jan Dirk Peereboom Voller, Pi de Bruijn en Frits van Dongen de Architekten Cie. op.
Weeber stond bekend als fel tegenstander van de zogeheten Nieuwe truttigheid in de Nederlandse architectuur. Dat was de kleinschalige woningbouw van het einde van de jaren 1970, met zijn woonerven. Als tegenreactie ontwierp hij enkele kolossale gebouwen. Hij ontwierp eind jaren 70 een ziekenhuis voor Noord-Vietnam dat geheel in Nederland werd geprefabriceerd, naar Noord-Vietnam werd verscheept, en daar in elkaar werd gezet. Later volgden er nog twee ziekenhuizen in Guinee-Bissau en Tanzania. Van 1993 tot 1998 was hij voorzitter van de Bond van Nederlandse Architecten (BNA). In een enquête van de Volkskrant (1997) werd hij door collega-architecten uitgeroepen tot de 'slechtste architect' van Nederland. Eerder dat jaar lanceerde hij het begrip "Het Wilde Wonen" als protest tegen de rigide Nederlandse woningbouw, in een interview met Bernhard Hulsman, redacteur van NRC Handelsblad. Een getemde variant van "Het Wilde Wonen" werd het "Gewild Wonen".
Vanaf 2003 noemde hij zich ex-architect. Vijftig jaar na zijn komst in Nederland, keerde hij in 2005 terug naar Curaçao, waar hij een huis voor zichzelf had ontworpen. Weeber was ridder in de Orde van de Nederlandse Leeuw. In 2006 ontving hij de Rotterdam-Maaskantprijs.
Weeber overleed in februari 2025 op 87-jarige leeftijd. Hij leed aan de ziekte van Alzheimer.

## Familie
Weeber was een zoon van de president van het Hof van Justitie van de Nederlandse Antillen mr. Leon Antonio Luis Weeber (1910-1989) en Eleonora Heijnen (1910-1994). Tussen 1970 en 2003 was hij getrouwd met ambassadeursdochter Christina barones Collot d'Escury, telg uit het geslacht Collot d'Escury. Tussen 2006 en 2025 was hij getrouwd met de Belgisch - Boliviaanse architect stedebouwkundige dr ir arch Sofia Saavedra Bruno, die tot aan zijn dood voor hem zorgde. Zij stamt af van de eerste president van Argentinie Cornelio Saavedra. 

## Bekende gebouwen
- Nederlands Paviljoen, Wereldtentoonstelling Osaka 1970, met J.B. Bakema
- De Pompenburg in Rotterdam (1977-1981)
- De omstreden Zwarte Madonna in Den Haag, afgebroken in 2007
- Studentenflat 'de Struyck' (1996) aan het Rijswijkseplein in Den Haag
- De Peperklip in Rotterdam-Zuid, waarmee hij de Betonprijs won
- De metrostations in Spijkenisse, waarmee hij in 1986 de Nationale Staalprijs won
- Penitentiare inrichting Rotterdam (De Schie) in Rotterdam
- Dostojevskisingel, Venserpolder Amsterdam Zuidoost, 1982

## Bekende wijken
- Thamerdal IV, Uithoorn, 1997
- Venserpolder, Amsterdam ZO, 1981-2005

## Afbeeldingen

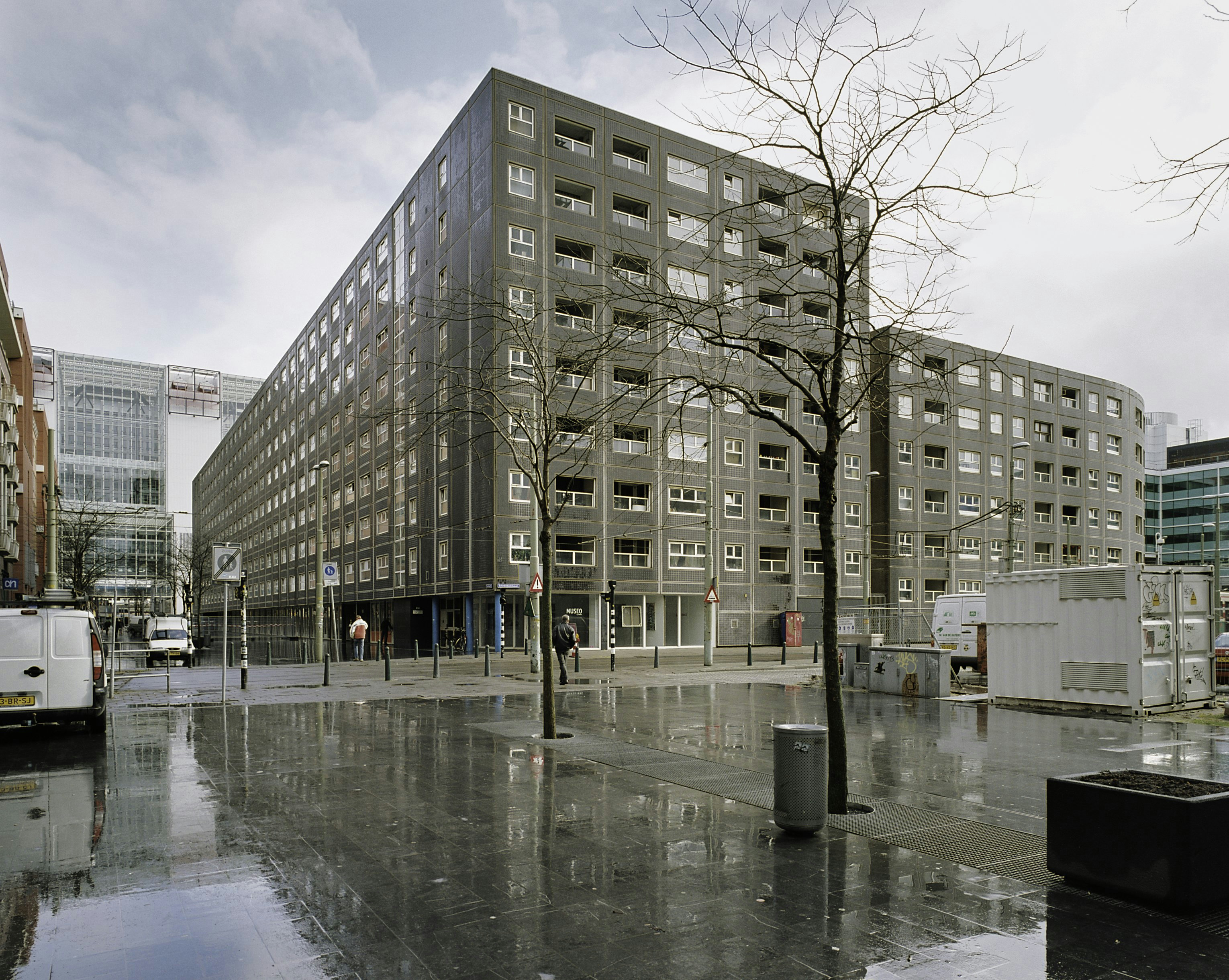
De Zwarte Madonna in Den Haag
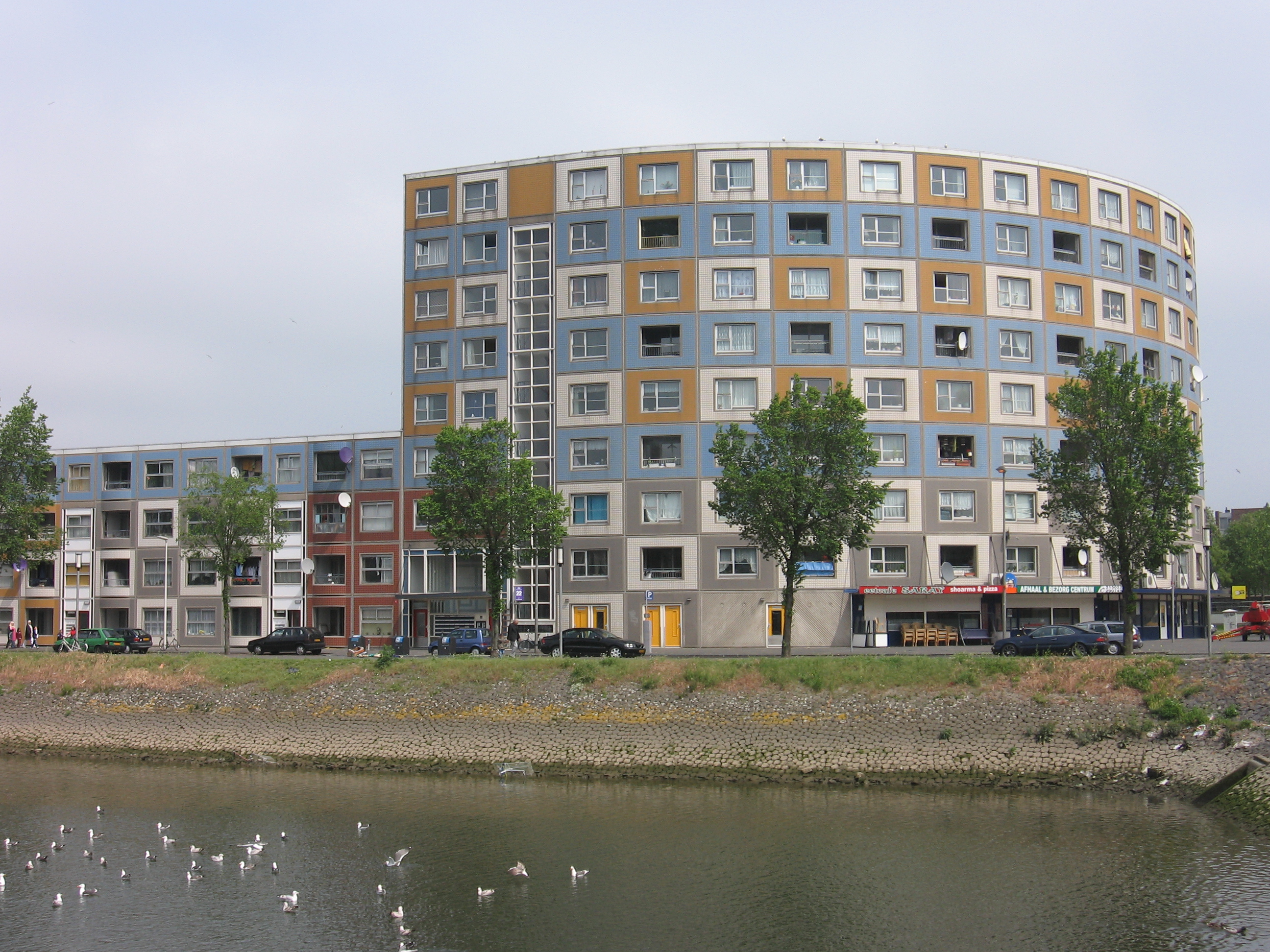
De Peperklip in Rotterdam
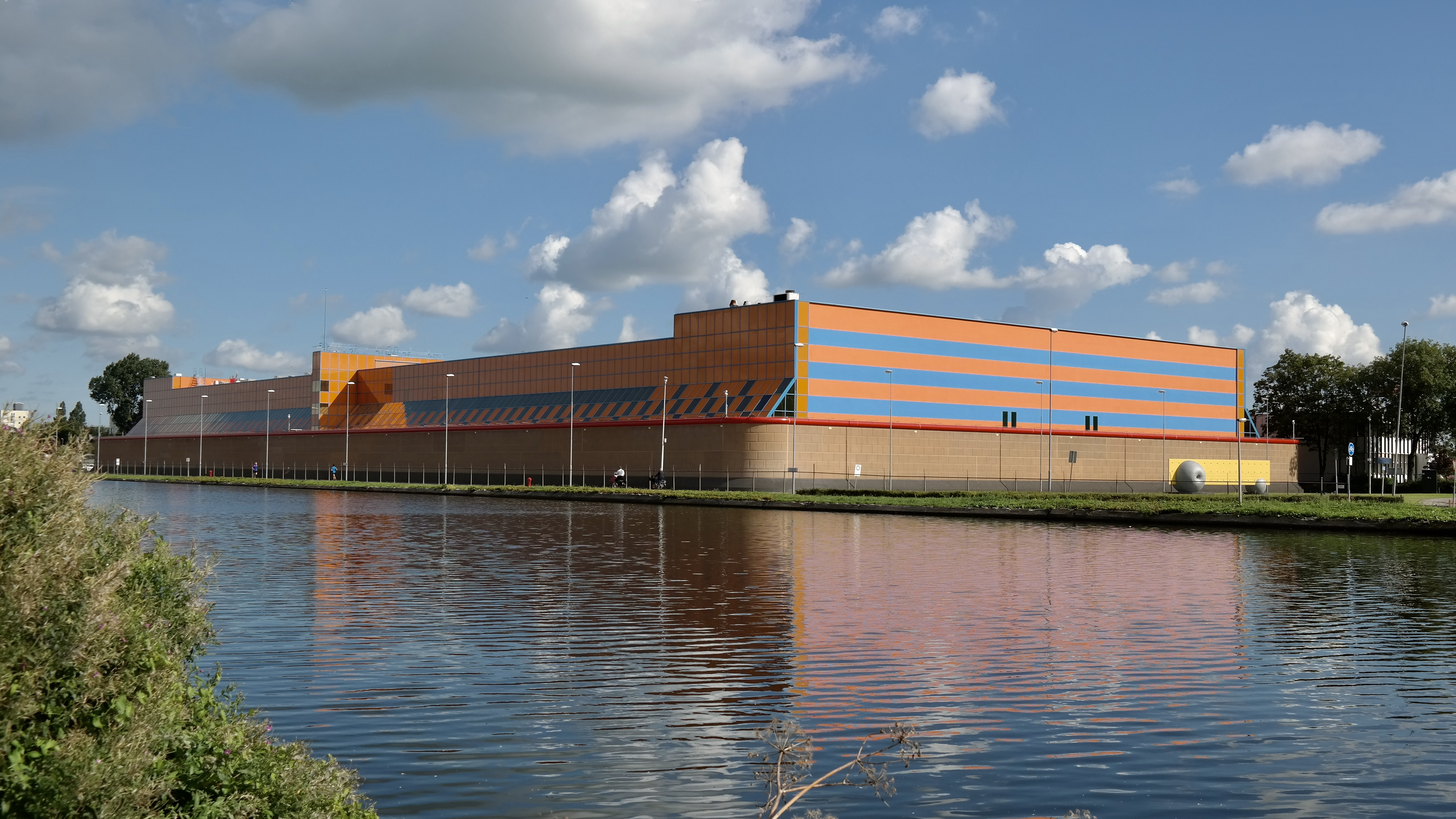
Gevangenis De Schie
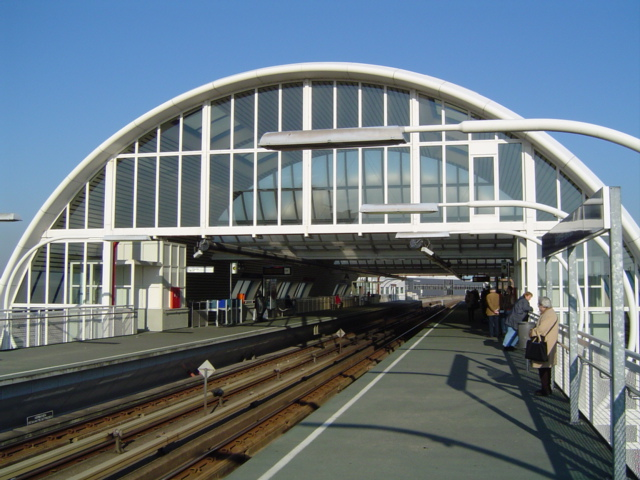
Metrostation Spijkenisse
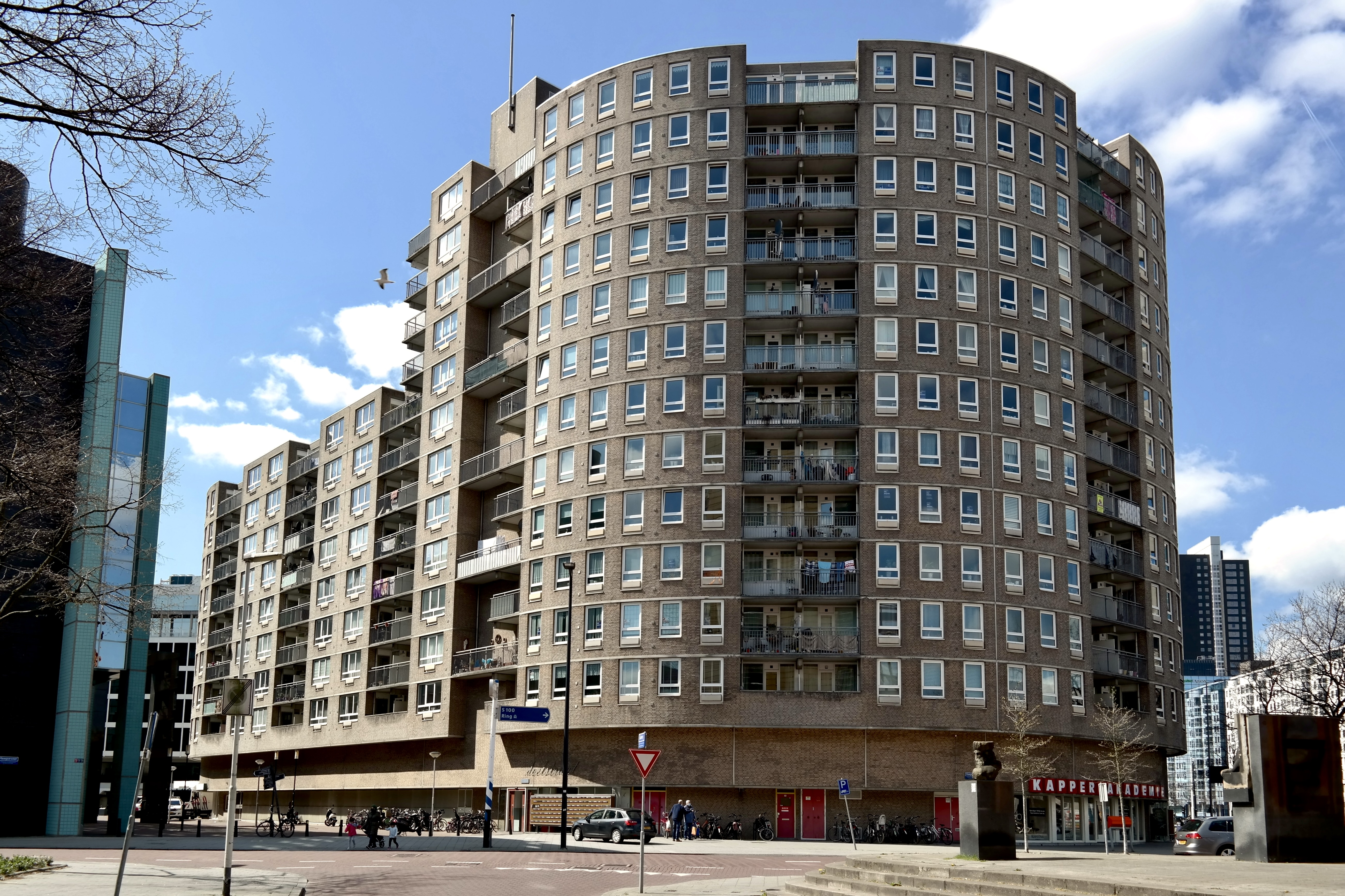
De Pompenburg
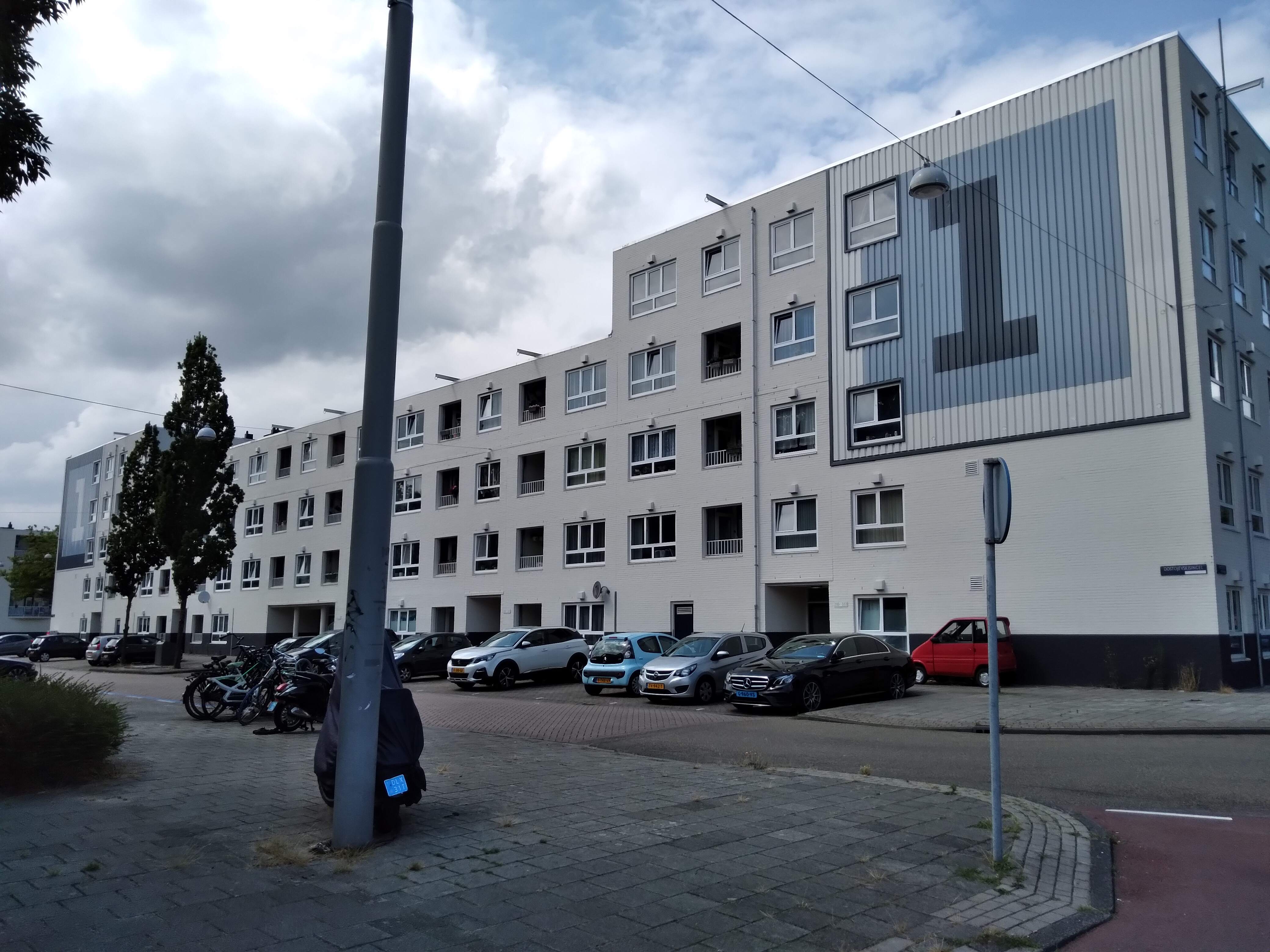
Complex aan Dostojevskisingel, Venserpolder (augustus 2021)
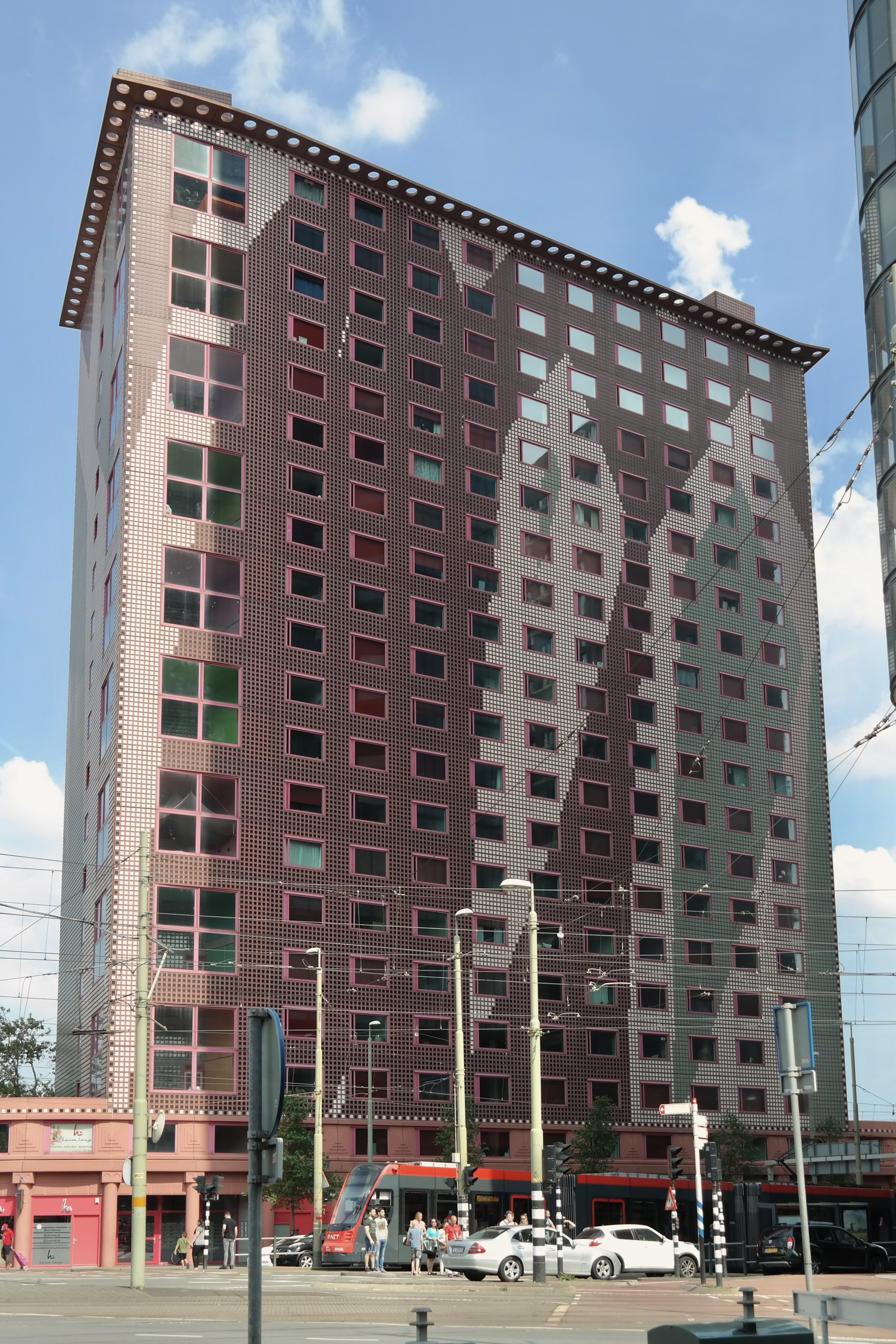
Studentencomplex De Struyck, Den Haag